# Sérignac-Péboudou
Sérignac-Péboudou település Franciaországban, Lot-et-Garonne megyében. Lakosainak száma 176 fő (2022. január 1.). Sérignac-Péboudou Douzains, Lauzun, Montauriol, Saint-Colomb-de-Lauzun és Ségalas községekkel határos.

## Népesség
A település népessége az elmúlt években az alábbi módon változott:
| Lakosok száma | 291  | 176  | 190  | 173  | 179  | 176  | 175  | 172  | 173  | 176  |
|               | 1968 | 1982 | 1990 | 2006 | 2013 | 2015 | 2017 | 2019 | 2020 | 2022 |